# Лиса-під-Макитоу
Лиса-під-Макитоу (словац. Lysá pod Makytou) — село, громада округу Пухов, Тренчинський край. Кадастрова площа громади — 33.4 км².
Населення 2051 особа (станом на 31 грудня 2020 року).

## Історія
Лиса-під-Макитоу згадується 1471 року.

## Населення
| Рік:            | 1994. | 2004.   | 2014.   | 2024.   |
| --------------- | ----- | ------- | ------- | ------- |
| Кількість осіб: | 2173  | 2155    | 2127    | 1964    |
| Різниця:        |       | -0,82 % | -1,29 % | -7,66 % |

| Рік:            | 2023. | 2024.   |
| --------------- | ----- | ------- |
| Кількість осіб: | 2001  | 1964    |
| Різниця:        |       | -1,84 % |